# 大分廃寺
大分廃寺（だいぶはいじ）は、福岡県飯塚市にある古代寺院の跡地。国指定史跡。

## 概要
建立は8世紀初頭と推定される。推定高30 m の三重塔とされるの礎石がほぼ完全な形で残っている。寺域は発掘調査により、南北94 m、南北102 m であったことが確認された。
近くには筥崎宮の元宮とされる大分八幡宮がある。